# Natuurpark Grădiștea Muncelului-Cioclovina

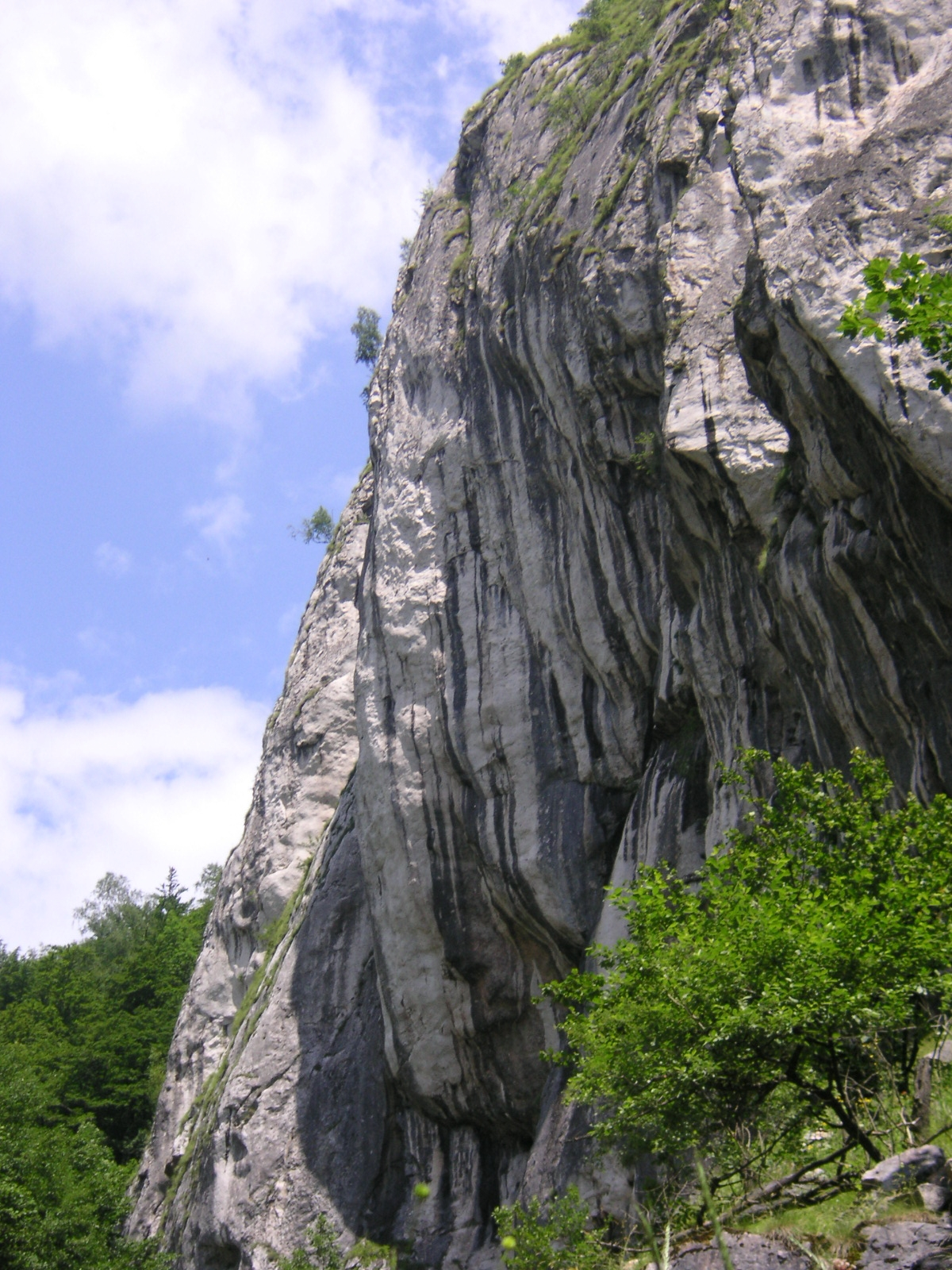

Natuurpark Grădiștea Muncelului-Cioclovina (Roemeens: Parcul Natural Grădiștea Muncelului-Cioclovina) is een natuurpark in Roemenië. Het park is 38184 hectare groot en werd opgericht in 2000. Het natuurpark omvat bergen in het Șureanu-gebergte (Zevenburgse Alpen) met bossen, weides, kloven, grotten. 